# ゲオルゲンスグミュント
ゲオルゲンスグミュント (ドイツ語: Georgensgmünd) は、ドイツ連邦共和国バイエルン州ミッテルフランケンのロート郡に属す町村（以下、本項では便宜上「町」と記述する）。
ゲオルゲンスグミュントは、フランケン湖水地方の中心部に位置する。フレンキシェ・レーツァト川とシュヴェービシェ・レーツァト川が合流してレグニッツ川となる合流点沿いにあり、ニュルンベルク大都市圏の一角をなす。

## 地理

### 自治体の構成
この町は、公式には13の地区 (Ort) からなる。このうち小集落や孤立農場などを除く集落を以下に列記する。
| - フリードリヒスグミュント - ゲオルゲンスグミュント - ハウスラハ - メーベンベルク - マウク - オーバーヘッケンホーフェン | - オーヴァーマウク - ペータースグミュント - リッタースバッハ - ウンターシュタインバッハ・オプ・グミュント - ヴェルンスバッハ |

## 歴史
ゲオルゲンスグミュントは、1304年に文献上初めて言及されている。この村は波乱に富んだ歴史を持っている。重要な通商路沿いに位置しており、商工業者や旅人がこの村を行き交った。その間にゲオルゲンスグミュントに留まる人も多かった。16世紀の終わりにはかなり多くのユダヤ人がこの村に住んでいた。シナゴーグやユダヤ人墓地はこの時代の証拠である。ヴァイボルツハウゼン家が1292年からニュルンベルク城伯のレーエンとしてこの地の領主となった。この貴族家が1548年までゲオルゲンスグミュントとその周辺地域の、いくらかの所領を治めた。1548年から1792年まではブランデンブルク＝アンスバッハ辺境伯領に属した。この辺境伯領は、1792年にまずプロイセン領に、1806年にバイエルン領になった。

## 行政

### 議会
ゲオルゲンスグミュントの議会は20議席からなる。

### 紋章
ゲオルゲンスグミュントの紋章は、3つのこの町の特徴的な要素が銀地の上に配されている。青い波帯は、フレンキシェ・レーツァツ川とシュヴェービシェ・レーツァト川の合流を示している。向かって左の赤い斜めの十字は、この町の騎士と城の守護聖人である聖ゲオルクを示している。向かって右の、枝についた2つのホップの鞠花は、フランケン地方のホップ生産の中心地としての重要性を示している。

## 見所
聖ゲオルク教会
緑の釉薬の煉瓦でできた聖ゲオルク教会の目立つ高い塔は、この村の象徴的建造物である。城と騎士の守護聖人に捧げられたこの教会は、村にその名を与えている。現在の建築物は、古いロマネスク教会に替えて、1757年から1758年にアンスバッハの宮廷建築家ヨハン・ダーフィト・シュタイングルーバーによって後期バロック様式に建設された典型的な辺境伯教会である。1364年にはすでに、聖ゲオルク教会は初めて文献で言及されており、初期の教会生活を支えていた。
水車
1912年に建造された高さ6mの水車が、1983年にフレンキシェ・レーツァツ川に再建された。そこは、かつて村の工業化が始まった場所であった。以前は、製紙作業所があり、1900年頃には郡で初めての発電所ができた。現在、歴史的水車は、牧歌的なランドマークであり、毎年6月に開催される水車フェスタの命名元となっている。
シナゴーグ
1560年頃から1938年までの約400年間、この村には多くのユダヤ人が暮らしており、一時期は人口の1/3を占めるほどであった。ゲオルゲンスグミュントの、シナゴーグが1カ所、ミクワーが2カ所、広大なユダヤ人墓地が1カ所、そしてTaharahausが1カ所は、農村地域のかつてのユダヤ人の生活に典型的な組み合わせである。1734年に建設されたシナゴーグの内部は、ポーランドの有名な放浪画家エリーザー・ズスマンの様式による絵画の一部が遺っている。
ユダヤ人墓地
ユダヤ人墓地は1580年頃に裕福なユダヤ人であるロートのユーデン・ヤーコプによって建設され、ヴィンツバッハ、タールメッシング、ロート、およびシュヴァーバッハといった近隣のユダヤ人社会に利用されてきた。面積11,800m²に約1,800基の墓石が並び、昼間ならば見学可能である。1723年に新たに建てられたTaharahausは、バイエルン地方で最も古いものの一つである。1946年、シュヴァーバッハの強制収容所で生き延び、終戦後に亡くなったユダヤ人が、最後の埋葬者として葬られた。
彫刻の小径
石灰岩、樫の木、鋼鉄でできた15基の彫刻が、2000年の年明けにロート方面へ向かう遊歩道、自転車道沿いにオーバーヘッケンホーフェンまでの間に並べられ、屋外ギャラリーとなった。徒歩で行く者も、自転車で旅する者も、車で通る者も、多かれ少なかれ、奥へと導かれる。2.4kmの区間は、フランケン湖水地方の湖を結ぶ魅力的な自転車道の一部である。それぞれの彫刻の傍らには作品を解説する説明が設置されている。
惑星の小径
2000年の夏に、ゲオルゲンスグミュントとシュパルトの間に、10億分の1の「惑星の小径」が開設された。そこには太陽と8つの惑星（および冥王星）が、縮尺に従った距離に配置された模型で示されている。ゲオルゲンスグミュントのラートハウス広場に設置された太陽の模型が惑星の小径の出発点である。レーツァト川に沿って、太陽から最も遠い冥王星の模型がある旧シュパルト駅まで7kmの自転車道が走っている。それぞれの星の説明盤にデータが記されている。
近郊の見所
メーベンベルクの「ドルイドの石」
ヴェルンバッハ断層

## 経済と社会資本
ゲオルゲンスグミュントは連邦道B2号線に近く、鉄道路線ニュルンベルク - トロイヒトリンゲンが通る、交通の便の良い場所である。ドイツ鉄道の地域急行が1時間に少なくとも1本は発着する。ゲオルゲンスグミュント - シュパルト間の鉄道は1990年代に廃止された。現在はかつての鉄道跡に自転車道が走っている。（惑星の小径参照）
ゲオルゲンスグミュントには比較的大きな産業エリアが設けられ、様々な業種の中小企業が利用している。総面積約0.9km²の産業エリアは自治体の南部にあり、連邦道B2号線へのアクセスが便利である、

### メディア
毎月全世帯に無料で配布される月間紙の"Gmünder Rundschau"（『グミュント評論』）は、産業エリアの地元企業や商店主が資金を出している。"Gmünder Werbegemeinschaft"も同様である。

## 引用
1. ↑  https://www.statistikdaten.bayern.de/genesis/online?operation=result&code=12411-003r&leerzeilen=false&language=de Genesis-Online-Datenbank des Bayerischen Landesamtes für Statistik Tabelle 12411-003r Fortschreibung des Bevölkerungsstandes: Gemeinden, Stichtag (Einwohnerzahlen auf Grundlage des Zensus 2011)
2. ↑  Bayerische Landesbibliothek Online